# 豊川浩
豊川 浩（とよかわ ひろし）は元アナウンサー。

## 概要
テレビ岩手・テレビ神奈川（tvk）でアナウンサー、後にtvkで営業部次長（1997年時点）、営業部専任部長（2007年時点）等を歴任。

## 過去の担当番組
テレビ神奈川（tvk）
- おしゃべりトマト（初代金曜MC、最終回にも出演）
- ベイサイドナイター（実況）
- Tvkラグビー中継（実況）

| スタブアイコン | サブスタブ | この項目は、まだ閲覧者の調べものの参照としては役立たない、アナウンサーに関連した書きかけの項目です。この項目を加筆・訂正などしてくださる協力者を求めています（PJ:アナウンサー）。 |